# 팡기푸이
팡기푸이(스페인어: Panguipulli)는 칠레 로스리오스 주 (칠레) 발디비아 현의 코무나이다.